# Euophrys nigripalpis
Euophrys nigripalpis es una especie de araña saltarina del género Euophrys, familia Salticidae. Fue descrita científicamente por Simon en 1937.
Habita en Portugal, España y Francia.